# Griebelschied
Griebelschied ist eine Ortsgemeinde im Landkreis Birkenfeld in Rheinland-Pfalz. Sie gehört der Verbandsgemeinde Herrstein-Rhaunen an.

## Geographie
Griebelschied liegt westlich der Nahe zwischen Kirn und Herrstein. 43 Prozent der Gemarkungsfläche sind bewaldet (Stand 2013).
Zu Griebelschied gehören auch die Wohnplätze Erlenhof, Sonnenhof und Hof Mayer-Neuberger.
Nachbarorte von Griebelschied sind die bereits zum Landkreis Bad Kreuznach gehörende Ortsgemeinde Hahnenbach im Nordosten, sowie in der eigenen Verbandsgemeinde die Ortsgemeinden Bergen im Südosten, Niederhosenbach im Westen und Sonnschied im Norden.

## Geschichte
Der Ort wurde 1279 als Grubelscheit erstmals urkundlich erwähnt. Der Name leitet sich vom früheren Schieferbergbau ab.
Die Inbesitznahme des Linken Rheinufers durch französische Revolutionstruppen beendete die bisherige Ordnung. Der Ort wurde von 1798 bis 1814 Teil der Französischen Republik (bis 1804) und anschließend des Französischen Kaiserreichs.
Im Jahre 1800 feierte Schinderhannes in einem Gasthaus den „Räuberball von Griebelschied“.
Nach der Niederlage Napoleons kam Griebelschied aufgrund der 1815 auf dem Wiener Kongress getroffenen Vereinbarungen zum oldenburgischen Fürstentum Birkenfeld (ab 1919 „Landesteil Birkenfeld“ des Freistaates Oldenburg) und gehörte verwaltungsmäßig zur Bürgermeisterei Fischbach des Amtes Oberstein.
Als Folge des Ersten Weltkriegs war die gesamte Region dem französischen Abschnitt der Alliierten Rheinlandbesetzung zugeordnet. Nach dem Zweiten Weltkrieg wurde Griebelschied innerhalb der französischen Besatzungszone Teil des damals neu gebildeten Landes Rheinland-Pfalz.
Bevölkerungsentwicklung
Die Entwicklung der Einwohnerzahl von Griebelschied, die Werte von 1871 bis 1987 beruhen auf Volkszählungen:
| Jahr | Einwohner |
| ---- | --------- |
| 1815 | 120       |
| 1835 | 176       |
| 1871 | 203       |
| 1905 | 206       |
| 1939 | 199       |
| 1950 | 210       |

| Jahr | Einwohner |
| ---- | --------- |
| 1961 | 217       |
| 1970 | 205       |
| 1987 | 218       |
| 1997 | 218       |
| 2005 | 214       |
| 2023 | 170       |

## Politik

### Gemeinderat
Der Gemeinderat in Griebelschied besteht aus sechs Ratsmitgliedern, die bei der Kommunalwahl am 9. Juni 2024 in einer Mehrheitswahl gewählt wurden, und dem ehrenamtlichen Ortsbürgermeister als Vorsitzendem.

### Bürgermeister
Michael Hohmann wurde am 9. Juli 2024 Ortsbürgermeister von Griebelschied. Da bei der Direktwahl am 9. Juni 2024 kein Wahlvorschlag eingereicht wurde, oblag die Neuwahl des Bürgermeisters gemäß rheinland-pfälzischer Gemeindeordnung dem Rat, der sich auf seiner konstituierenden Sitzung einstimmig für Michael Hohmann entschied.
Hohmanns Vorgänger Markus Hey war von 2019 bis 2024 Ortsbürgermeister von Griebelschied. Bei der Direktwahl am 26. Mai 2019 war er mit einem Stimmenanteil von 57,73 % für fünf Jahre gewählt worden. Vor ihm hatte Herbert Hohmann das Amt von 1994 bis 2019 ausgeübt.

### Wappen
| Wappen von Griebelschied | Blasonierung: „In schräggeteiltem Schild vorne ein goldenes Eichblatt mit drei Eicheln in Grün, hinten ein blaubewehrter und -gezungter roter Löwe in Gold.“                                      |
| Wappen von Griebelschied | Wappenbegründung: Der Löwe erinnert an die ehemaligen Ortsherren, die Wild- und Rheingrafen, das Eichenblatt und die drei Eicheln beziehen sich auf die unter Naturschutz stehende Eiche im Dorf. |

## Kultur und Sehenswürdigkeiten

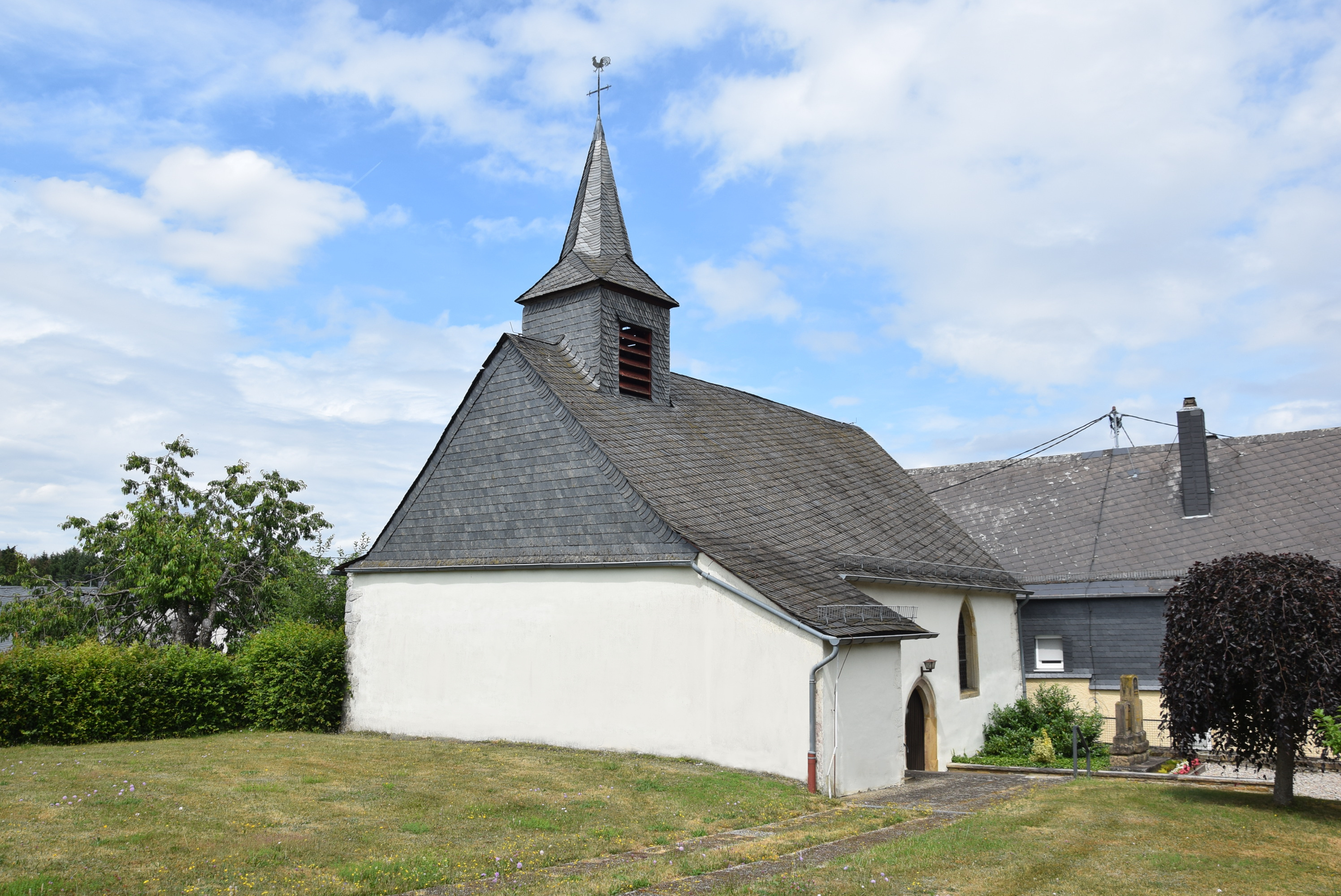
Ev. Kirche in Griebelschied

### Bauwerke
In der Denkmalliste des Landes Rheinland-Pfalz (Stand: 2023) ist die evangelische Kirche in der Hauptstraße, ein im Kern spätmittelalterlicher Saalbau mit Dachreiter und einer Ausstattung aus dem 18. Jahrhundert, als Kulturdenkmal ausgewiesen.

### Naturdenkmal
Eine nördlich des Ortes stehende Eiche ist als Naturdenkmal ausgewiesen.

## Wirtschaft und Infrastruktur
Im Südosten verläuft die Bundesstraße 41. In Kirn ist ein Bahnhof der Bahnstrecke Bingen–Saarbrücken. Von Kirn aus verkehrt sechsmal täglich die Buslinie 364 des RNN nach Griebelschied.

## Persönlichkeiten
- Rudolf Opitz (1890–1940), Lehrer, Paläontologe und Schriftsteller war Lehrer in Griebelschied.